# Фасціольоз
Фасціольо́з (лат. Fasciolosis, англ. Fascioliasis; liver fluke disease) — зоонозний біогельмінтоз, який спричинюють статевозрілі гельмінти з роду Fasciola, родини Fasciolidiae, класу Platyhelminthes (Трематоди). Характеризується переважним ураженням печінки і жовчовивідної системи, хронічним перебігом.
Фасціольоз включає 3 захворювання:
- печінковий фасціольоз, який спричинює Fasciola hepatica (застарілі назви — Distoma hepaticum, Distomum hepaticum, тому застаріла на сьогодні назва — дистоматоз, також — «печінкова гниль»),
- гігантський фасціольоз («гігантоз»), який спричинює Fasciola gigantica,
- рідкісний у людей індійський фасціольоз, який спричинює Fasciola indica.[3]

Через те, що це дуже подібні за епідеміологічними властивостями, патогенезом, клінічних проявах хвороби, їх розглядають практично завжди під однією об'єднувальною назвою — «фасціольоз».

## Історичні відомості
Ймовірно, що Fasciola hepatica вперше виявили давно різні люди в різних країнах, адже знахідки гельмінта в жуйних тварин були численними здавна. Першу письмову згадку про цього гельмінта зробив француз Жан де Брі, який був знаний як «Добрий пастир», в 1379 році. Йому замовив французький король Карл V написання трактату про належне утримання овець і виробництво вовни. Незважаючи на те, що де Брі не описав морфологію паразита, він був упевнений в тому, що саме цей черв'як є причиною гнилі печінки у овець, і тому немає сумнівів у тому, що він описав вид, який на сьогодні знаний як Fasciola hepatica. Де Брі вважав, що захворювання овець відбувається через вживання в їжу листя рослин роду Ranunculus, які ростуть у певних місцях. У 1523 році англійський правник Ентоні Фітцгерберт у своїй книзі про скотарство згадав про печінкових сисунів англ. liver fluke, вперше ввівши таку англійську назву. Вважають, що він таку назву вивів від староанглійської назви камбали — «floc». Яйця Fasciola hepatica знаходили та продовжують знаходити в рештках тіл людей, які померли багато років тому. Зокрема, їх знайшли у копролітах щонайменше 20 людей з неолітичного поселення на березі Боденського озера в Німеччині (у проміжку 3384-3370 років до н. е.). Яйця Fasciola hepatica у природі виявив 1698 року голландський лікар та дослідник Говерт Бідлоу Присутність Fasciola hepatica в людей вперше зафіксували в 1760 році під час розтину жіночого трупа в Берліні. У живої людини виявили дорослі особини Fasciola hepatica в 1881 році англійські лікарі В. Гамбл та В. Лаш Між 1880 і 1883 роками британський паразитолог Олджернон Томас та німецький зоолог Рудольф Лейкарт встановили роль прісноводних молюсків у передачі фасціольозу, а 1883 року повністю розшифрували життєвий цикл гельмінта.
Fasciola gigantica виявив та описав у 1855 році британський зоолог та паразитолог Томас Спенсер Кобболд. Перший випадок фасціольозу в людей, який спричинив цей вид фасціол, у 1928 році описали французькі лікарі на чолі з Кодвельом
Fasciola indica вперше виявив А. Варма в 1953 році.

## Актуальність

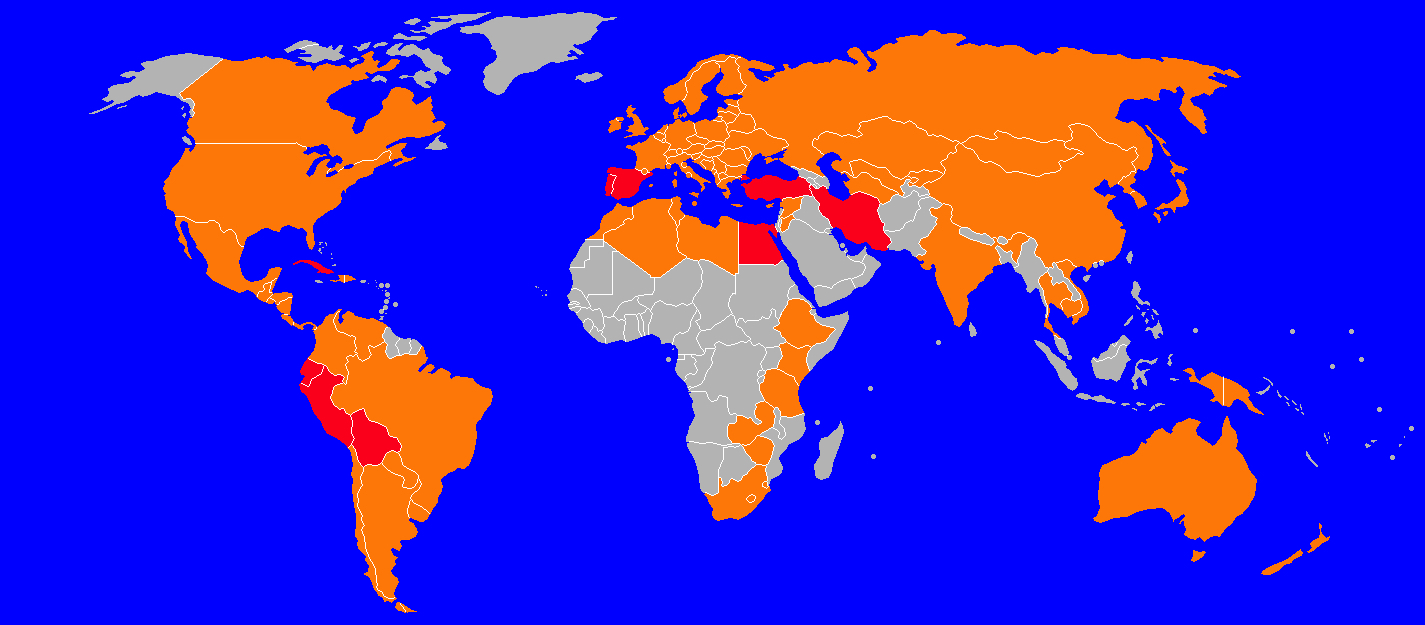
Мапа світового поширення Fasciola hepatica станом на 2016 рік. Червоним позначені країни з високим рівнем поширення, світло-коричневим країни з середнім та низьким рівнем поширення, незафарбовані країни з невідомим статусом поширення.

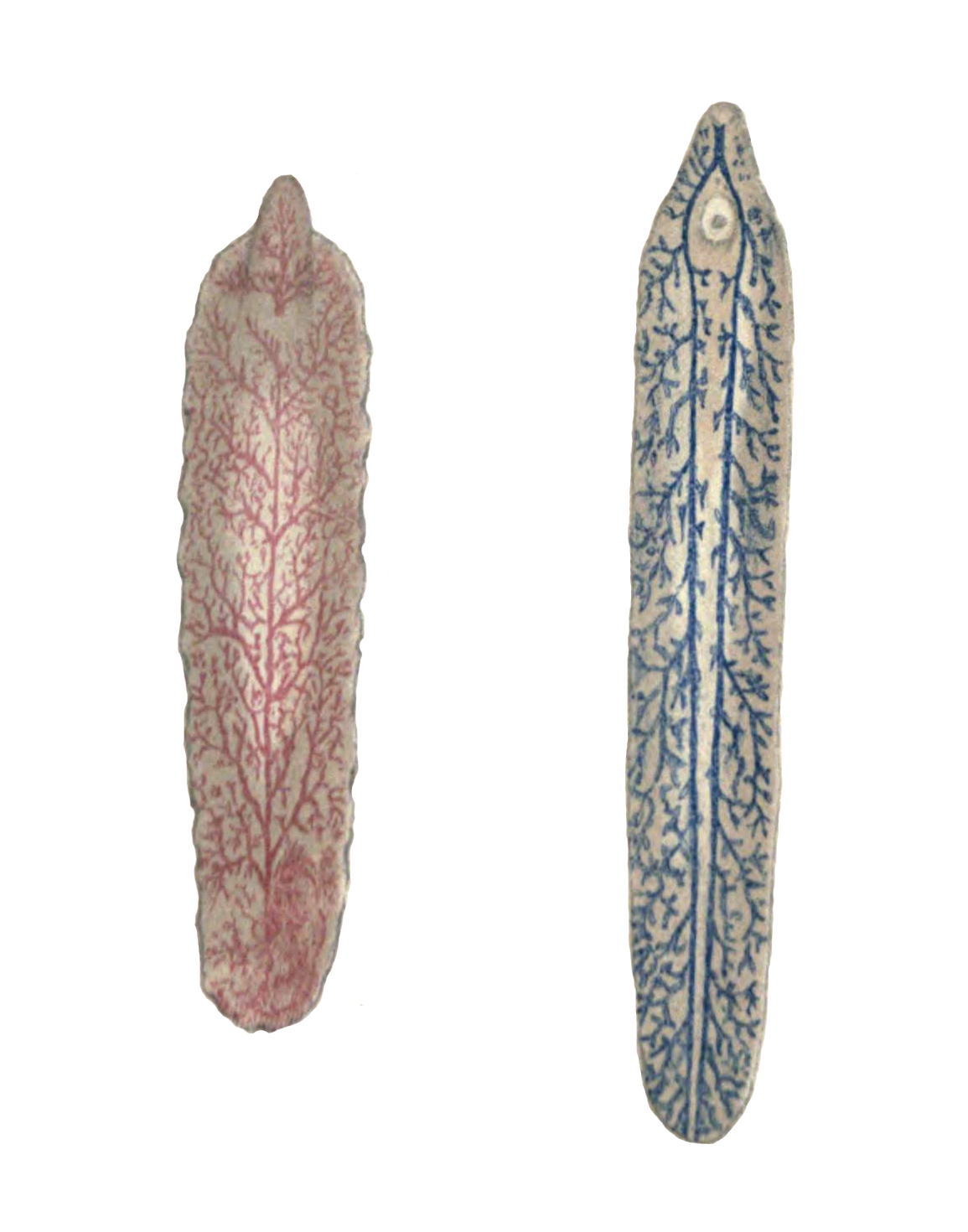
Fasciola gigantica. Ліворуч — вигляд гельмінта зі спини, фарбування кіновар'ю, щоб показати судинну систему; праворуч — вигляд з вентральної поверхні, фарбування штучним ультрамарином, щоб показати кишкову трубку гельмінта.

Трематодози, які передаються харчовими продуктами, включаючи фасціольоз, щороку спричинюють у всьому світі втрату 2 мільйонів років життя через інвалідність і смерть. У світі щорічно реєструють до 17 млн випадків зараження людей фасціолами. Повідомляється, що високоендемічними по фасціольозах є Болівія, Еквадор, Перу та Єгипет. Там в окремих районах зараженість населення сягає 90 %.
Фасціольоз, який спричинює Fasciola hepatica, реєструють найбільше в світі, окрім країн із тропічним і субтропічним кліматом у Німеччині, Франції, країнах Балканського півострова, Балтії, у Грузії, Узбекистані.
Fasciola gigantica зумовлює випадки фасціольозу переважно в країнах із тропічним і субтропічним кліматом, ступінь поширеності менший.
Fasciola indica — поширена гніздно на півострові Індостан, значно поступається ареалу двох інших видів.

## Етіологія

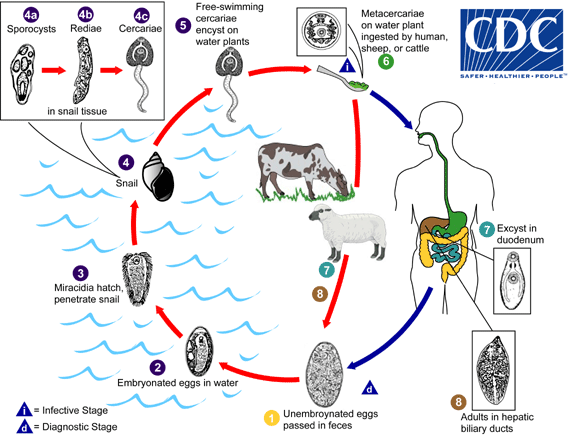
Життєвий цикл фасціол.

Збудники фасціольозу Fasciola hepatica — якого називають звичайним печінковим сисуном (також часто його називають просто «печінковий сисун»).; також — «двовустець печінковий»; застаріле — «печінковий дворот», лат. Distoma hepaticum, Fasciola gigantica, якого називають гігантським сисуном та Fasciola indica, якого називають індійським сисуном. Fasciola hepatica — невеликий гельмінт листоподібної форми, який досягає завдовжки 30 мм, завширшки — 8-12 мм. На передній частині гельмінта, витягнутої у вигляді хоботка, знаходяться ротова і черевна присоски. Ротова присоска, вона ж є ротовим отвором, переходить у глотку, а потім у кишкову трубку. Має розгалужені сім'яники у вигляді злегка звивистих канальців. Fasciola gigantica на відміну від Fasciola hepatica має більші розміри — завдовжки до 7-8 см, хоча завширшки так само до 12 мм, і подовженішу форму. Яйця мають розмір 150—190х75-90 мкм.
Статевозрілі гельмінти паразитують у печінці і жовчовивідних шляхах багатьох домашніх (велика і дрібна рогата худоба, коні, верблюди, кролики, тощо) і диких (олені, антилопи, білки, бобри) жуйних тварин, усі вони — облігатні (тобто основні головні) остаточні хазяї гельмінта. Людина в циклі розвитку паразита також може стати остаточним хазяїном.
Статевозрілий гельмінт виділяє жовтувато-бурого забарвлення яйця розмірами  0,13-0,14 на 0,07-0,09 мм, які мають кришечку. За період свого життя (5 років) гельмінт відкладає близько 2 млн яєць, які виводяться назовні з випорожненнями.
Яйця, які потрапили в сухий ґрунт, швидко гинуть. Лише в тих, які потрапляють у воду, починається розвиток зародка, цей цикл триває кілька тижнів і завершується утворенням мірацидія. Мірацидій, вільно плаває у воді, зберігає життєздатність лише протягом 1-3 днів. Якщо протягом цього терміну йому зустрінеться молюск малий ставковик Limnea truncatula (облігатний проміжний хазяїн) або інші прісноводні молюски, мірацидій активно впроваджується в тіло молюска, в якому проходять чергові стадії розвитку, перетворюючись через 2 тижні в спороцисти, з яких утворюються церкарії. Вони покидають проміжного хазяїна. До гельмінтів більш сприятливі молоді молюски. Дощове літо сприяє різкому збільшенню чисельності молюсків у біотопах малого ставковика, а також інших видів роду Limnaea та кількості інвазованих фасціолами тварин. Висока вимогливість малого ставковика до умов довкілля визначає осередковий характер місць проживання Limnaea truncatula. Площа таких водних осередків часто не перевищує декількох квадратних метрів. У швидко проточних струмках і річках, глибоких водоймах з низькою температурою води і там, де вода забруднена органічними речовинами, а також у водоймах з піщаним і торф'яним дном малий ставковик не живе.
Висока адаптованість Fasciola hepatica до значної кількості прісноводних молюсків забезпечує цьому гельмінту широке поширення в світі. Натомість при інвазії, яку спричинює Fasciola gigantica, цей гельмінт адаптований тільки до молюсків Radix natalensis та Radix auricularia, що обмежує його поширення.

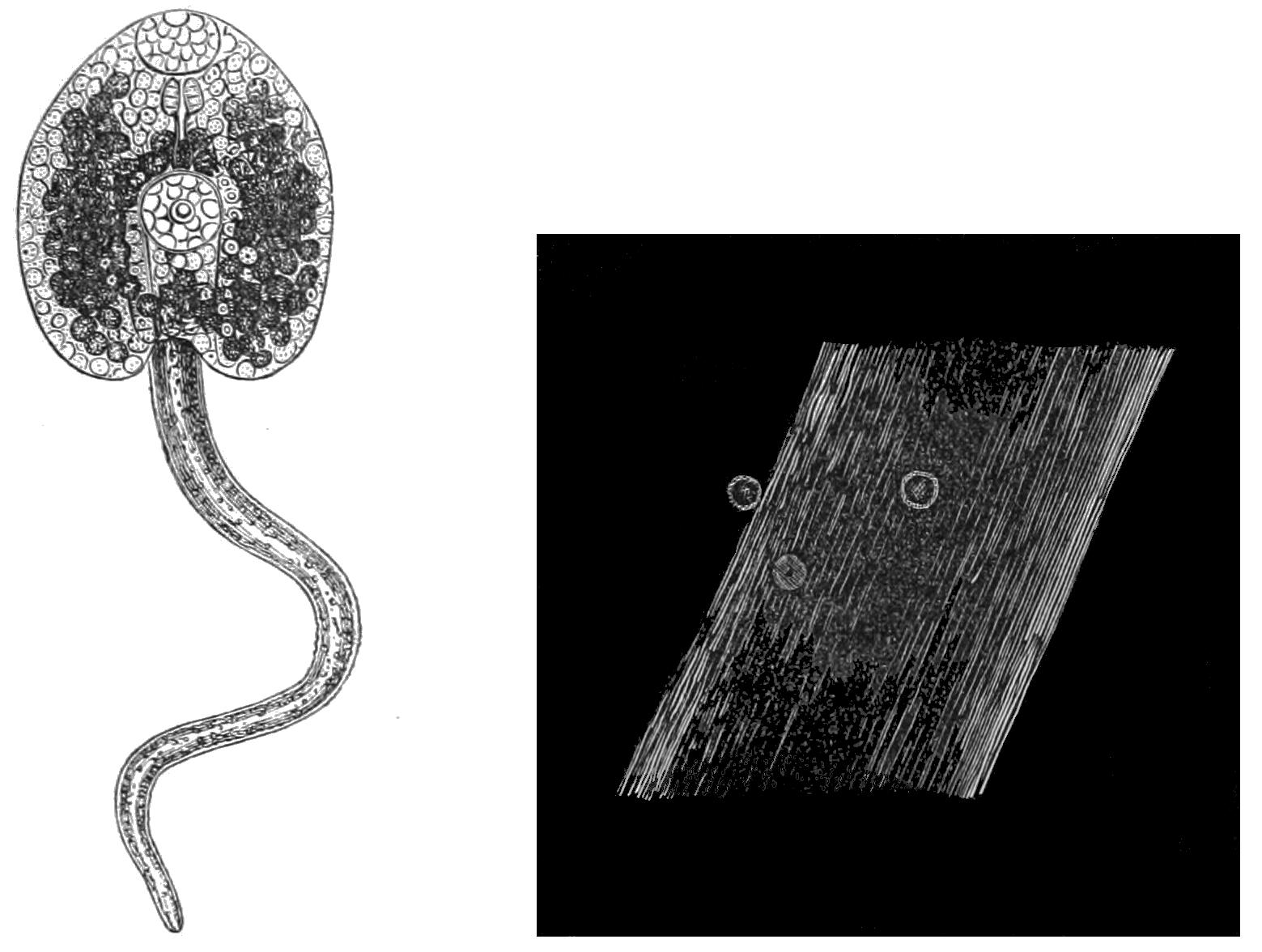
Ліворуч — вигляд церкарії, праворуч — адолескарії Fasciola hepatica, які прикріплені до рослини.

Ті церкарії, які потрапили у воду, прикріплюються до рослин, що зростають на березі річки або у воді, і перетворюються на нерухомі цисти — адолескарії. З їжею (травою, овочами) адолескарії потрапляють у шлунок тварин, де з цисти вивільняються рухливі личинки. Вони досягають печінки, проникаючи через стінку тонкої кишки і глисонову капсулу, і через 3 місяці перетворюються на статевозрілі особини.
Детальніші відомості з цієї теми ви можете знайти в статті Печінковий сисун звичайний.

## Епідеміологічні особливості
Вівці, велика рогата худоба та кози є остаточними хазяями і, відповідно, джерелами інвазії. Рідше це коні, свині, буйволи, осли, олені, лосі, бобри, зайці. Інвазована людина або тварина безпосередньої небезпеки для оточуючих не представляють при безпосередньому контакті. Однак, потрапляння у водойми, де мешкають прісноводні молюски, фекалій, які містять яйця фасціол, може призвести до формування осередку інвазії.
Людина заражається аліментарно, вживаючи в їжу різні водні рослини (дикий кресс-салат, кок-сагіз, тощо), на яких фіксовані адолескарії. Можна заразитися і при вживанні в їжу звичайних городніх овочів (салат, цибуля), для поливу яких використовували воду із забрудненого водоймища. Описують випадки зараження людини при вживанні в їжу погано просмаженої тваринної печінки, в якій збереглися статевозрілі гельмінти. Пік захворюваності припадає на літній час.

## Патогенез
Адолескарії, які потрапили до шлунку, а потім до дванадцятипалої кишки з їжею звільняються від оболонки і активно вкручуються в слизову оболонку кишки. Міграція личинок здійснюється різними шляхами. Вони можуть проникати в кров'яне русло і з током крові по кровоносних судинах системи портальної вени заноситися в печінку. Личинки здатні пенетрирувати всю товщу кишки, потрапляючи до черевної порожнини, досягати поверхні печінки, проштрикнути гліссонову капсулу і проникати всередину органу. Личинки можуть досягати печінки не тільки з черевної порожнини, але і з грудної, проштрикуючи діафрагму. Личинки фасціол здатні потрапляти не тільки в печінку, а й інші органи і тканини (підшлункова залоза, головний мозок, око, плевра тощо) і навіть дозрівати в них. Від моменту зараження до кладки яєць проходить 3 місяці. Лише у 15 % заражених відбуваються виразні клінічні прояви. У патогенезі ранньої (міграційної) стадії фасціольоза провідна роль належить токсико-алергічній дії на організм продуктів життєдіяльності гельмінтів, алергенів загиблих особин. Найтяжчі реакції відбуваються в печінці, де виникає еозинофільна інфільтрація тканини, некрози гепатоцитів, іноді розвиваються алергічні гепатити. Механічні фактори, які ушкоджують в міграційній фазі, відіграють меншу роль, але якщо гельмінт потрапляє в мозок, в око, то ознаки ураження їх можуть виникнути дуже рано. У хронічній стадії, коли в організмі паразитують статевозрілі гельмінти, до токсико-алергічного впливу додається механічний фактор — травмування гельмінтами тканин у місці їх перебування.

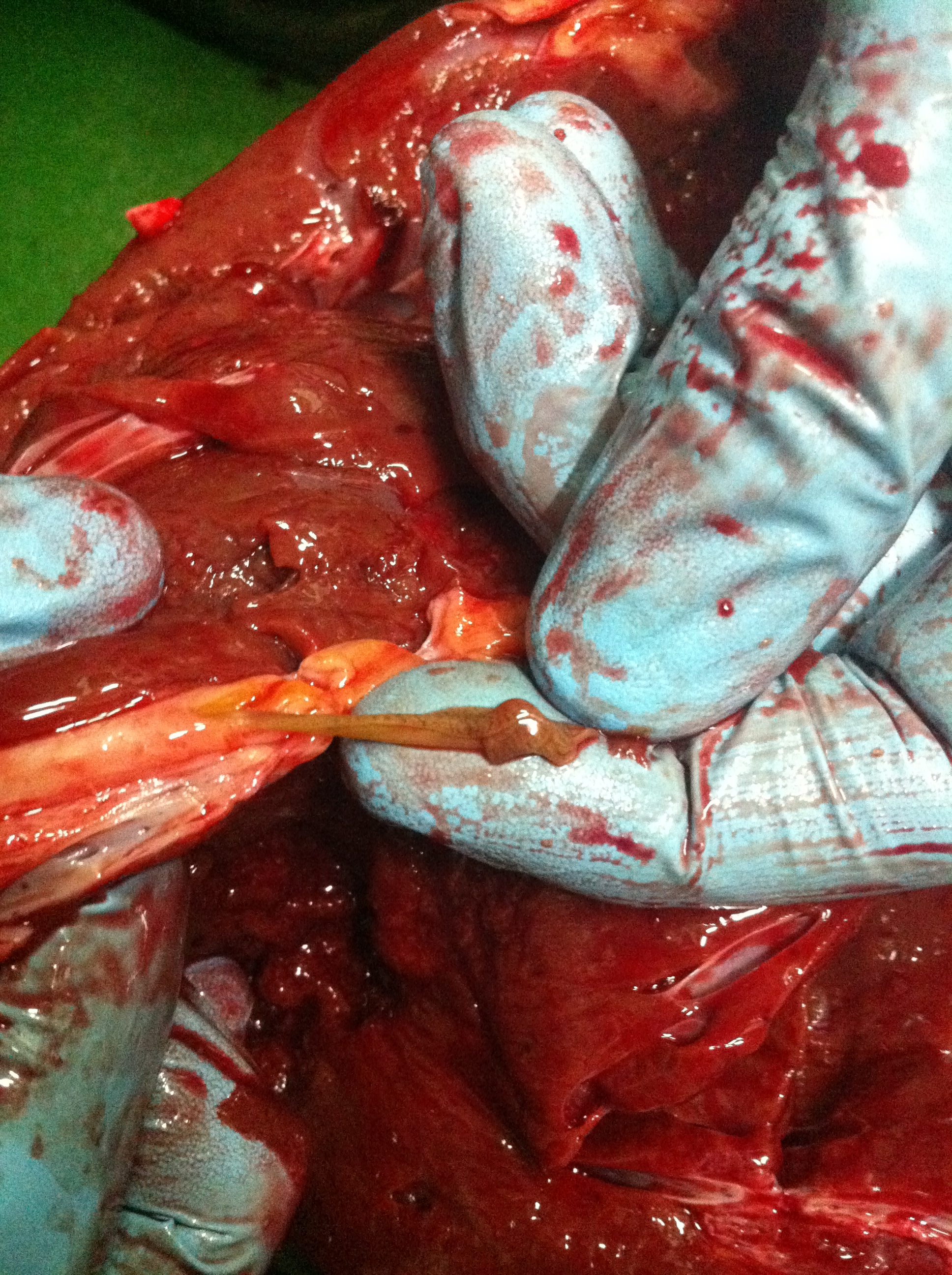
Доросла особина Fasciola hepatica, яку витягли з жовчних шляхів.

При хронічному фасціольозі гельмінтів переважно виявляють у печінці та жовчних протоках. Тривале паразитування призводить до розширення і склерозу стінок жовчних проток, формування фіброзних змін у печінці. Паразитування гельмінтів в інших органах супроводжується порушенням їхньої функції. Є повідомлення. що тривалість життя Fasciola hepatica в організмі людини складає 9-13 років.
При вживанні в їжу погано термічно обробленої печінки травоїдних тварин, яка містить зрілі гельмінти, може виникнути фарингеальна (глоткова) форма фасціольозу (halzoun / marrerra). При цьому гельмінти присосками фіксуються до задньої стінки глотки і навіть можуть паразитувати в гортані, порушуючи дихання.

## Клінічні ознаки

### Класифікація
У Міжнародному класифікаторі хвороб 10-го перегляду хворобу включили до «Інших трематодних інфекцій» під назвою «Фасціольоз» (В66.3), до якого включені усі випадки, які спричинюють фасціоли. Найбільш вивченим є клінічний перебіг фасціольозу, який спричинює Fasciola hepatica.
При цьому виділяють клінічно:
- ранній період або гостру стадію;
- підгострий період або підгостру стадію;
- хронічний період / перебіг або хронічну стадію.

### Ранній період
Інкубаційний період сягає 1-8 тижнів. У цьому періоді переважають локалізовані або генералізовані алергічні та токсичні реакції. Захворювання може починатися через 2-4 місяці від моменту зараження, проявляється гостро, супроводжується гарячкою, міальгією, артралгією, шкірним свербежем, висипом. У частини хворих при цьому з'являється біль в епігастральній ділянці, жовтяниця різної інтенсивності, нудота, нестійка діарея. Збільшуються розміри печінки. Вона стає щільною і болючою при пальпації. Найчастіше збільшується ліва частка печінки, що призводить до набухання у епігастральній ділянці. Біль в області печінки частіше носить нападоподібний характер. Після припинення болю розміри печінки дещо скорочуються. Селезінка збільшується рідко. Зрідка може з'явитися кашель, задишка. Гостра (міграційна) фаза при фасціольозі вельми нагадує таку при опісторхозі.

### Підгострий період
Поступово (через кілька тижнів) явища, які були у ранньому періоді, стихають, захворювання переходить у підгостру стадію, в цьому періоді клінічні прояви значно зменшуються або навіть повністю зникають. Найбільше зберігається нападоподібний біль. Іноді можуть зберігатися алергічні прояви.

### Хронічний перебіг
Через 3-6 місяців після зараження захворювання переходить у хронічну стадію, де на перший план виступають органні ураження, насамперед печінки і жовчних шляхів. У хворих виявляють збільшення печінки, іноді виникає нападоподібний біль у підребер'ї. Періоди загострення змінюються періодами відносного благополуччя. Під час загострень у хворих часто з'являється жовтяниця за типом внутрішньопечінкового холестазу. У міру прогресування захворювання все виразніше стає порушення функції печінки. Приєднання вторинної інфекції дає картину гострого холециститу, панкреатиту.
Локалізація гельмінтів в інших органах супроводжується порушенням їх функції. Так, при локалізації в головному мозку можливий сильний головний біль, епілептиформні напади; в оці — зниження гостроти зору; в легенях — кашель, кровохаркання; в гортані — відчуття кому в горлі, задуха; в євстахієвих трубах — біль у вухах, зниження слуху. Вкрай рідко фасціоли мігрують у м'язи та шкіру, де навколо них утворюються вузли.

## Ускладнення та наслідки
Найбільш тяжкі ускладнення пов'язані з приєднанням вторинної інфекції і формуванням гнійного холангіту, холециститу, флегмони жовчного міхура, абсцесів печінки. Можливий розвиток стійкої холестатичної жовтяниці в результаті закупорки гельмінтами просвіту і склерозу жовчних шляхів. Обтурація панкреатичних проток може стати причиною гострого панкреатиту. У результаті тривалого паразитування гельмінтів у печінці розвивається її фіброз з порушенням функції. Є свідчення про формування каменів у жовчному міхурі при фасціольозі. Міокардит у хворих на фасціольоз виникає частіше, ніж при опісторхозі. Повідомляють про виникнення холангіокарциноми при тривалому фасціольозі.
При своєчасному лікуванні прогноз сприятливий. Наявність ускладнень, окремих позапечінкових локалізацій різко погіршує прогноз.

### Клінічний перебіг фасціольозу, який спричинюють інші види фасціол
Клінічний перебіг фасціольозу, який спричинюють Fasciola gigantica та Fasciola indica, дуже нагадують такий, який спричинює Fasciola hepatica

## Діагностика

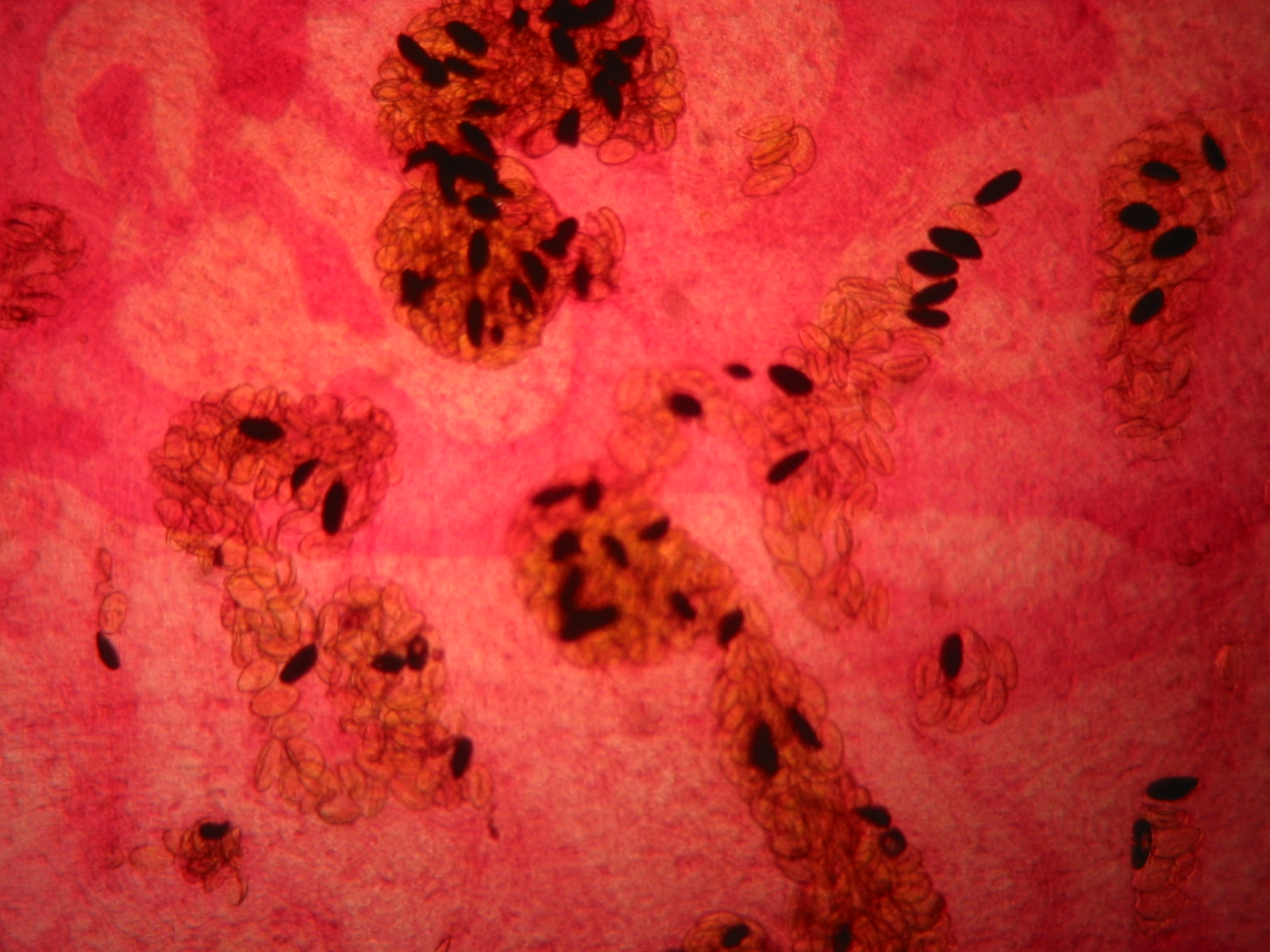
Яйця печінкового сисуна / двовустеця у фекаліях. Світлова мікроскопія, збільшення в 40 разів.

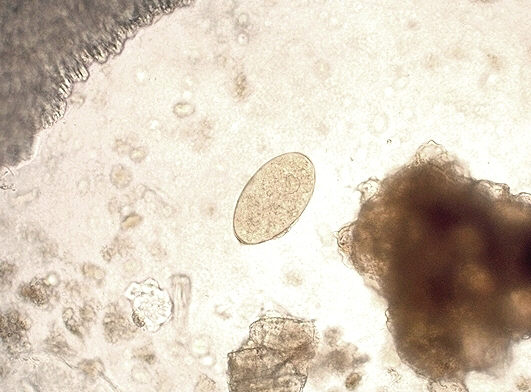
Яйце Fasciola hepatica у мазку фекалій.

### Епідеміологічні критерії
Підозрілим на наявність фасціольозу є ураження печінки у людей, у яких є звичка вживати немиту зелень, що росте біля ставка, не захищеного від забруднень, в тому числі фекаліями людини і тварин.

### Зміни у загальноклінічних дослідженнях
У клінічному аналізі крові відзначають нерідко лейкоцитоз, прискорення ШОЕ, у половини хворих еозинофілію. Для ураження печінки та жовчних шляхів при фасціольозі характерним є невисока активність амінотрансфераз AлАT та AcAT при значно підвищеній активності лужної фосфатази, гамаглютамілтранспептидази та інших маркерів холестазу, розвиток гіпо- і диспротеїнемія. Часто знаходять підвищений рівень загальних імуноглобулінів G і E.

### Інструментальна діагностика
Виявляють при ультразвуковому дослідженні зміни з боку жовчевивідних шляхів і жовчного міхура у вигляді потовщення їхніх стінок, вогнищеве підвищення або зниження акустичної щільності, мізерний асцит тощо. Комп'ютерна томографія (КТ) може виявити множинні пошкодження розмірами від 1 до 10 мм або тунелі в паренхіми печінки. Магнітно-резонансна томографія (МРТ) показує наявність гранульом у паренхімі печінки і є у цьому випадку аналогом КТ. Ендоскопічну ретроградну холангіопанкреатографію (ЕРХПГ) вважають золотим стандартом техніки візуалізації жовчних шляхів у хворих із хронічною фазою фасціольозу. ЕРХПГ також допомагає в дослідженні при проведенні у хворого на фасціольоз керованої сфінктеротомії і видаленні дорослих фасціол у хронічних випадках при непрохідності жовчних проток.

### Специфічна діагностика

#### Паразитологічні дослідження
Головним в діагностиці є паразитоскопічне дослідження фекалій. Яйця фасціол у них з'являються не раніше, ніж через 3-4 місяці після зараження, тому у випадку обґрунтованої підозри необхідно проводити численні паразитологічні дослідження в динаміці. На пізніх етапах хвороби часті несправжньонегативні результати дослідження через низку інтенсивність виділення яєць у кишку. У такій ситуації використовують флотаційні (збагачувальні) методи виявлення яєць у фекаліях. Також інформативнішою у такій ситуації є овоскопія жовчі, отриманої за допомогою дуоденального зондування. Статевозрілі особини фасціол можливо побачити у фекаліях лише у випадку успішно проведеного лікування.

#### Серологічні дослідження
У країнах розвиненої медицини використовують імуноферментний аналіз (ІФА) для виявлення антигенів фасціол у фекаліях.
 У періодах низької інтенсивності виділення яєць слід використовувати для підтвердження діагнозу ІФА та імуноблотинг з метою виявлення антитіл до антигенів фасціол у крові. Вперше антитіла з'являються на 2-4 тижні від зараження — за 5-7 тижнів від часу можливого знаходження яєць в калі.

#### Виявлення ДНК фасціол
Розроблена в країнах розвиненої медицини полімеразна ланцюгова реакція (ПЛР) для виявлення специфічної ДНК фасціол.

## Лікування

### Етіотропна терапія
Ефективним препаратом для лікування вважають празиквантел 0,025 г/кг 3 рази на день протягом 1-3 днів залежно від тяжкості інвазії. Контроль ефективності лікування проводять через 3 і 6 місяців шляхом дослідження нативного мазку фекалій (овокопромікроскопії), що проводять триразово. У гострій стадії празиквантел призначають не раніше 1-2 місяців від початку хвороби через погану чутливість до нього незрілих гельмінтів, після стихання гарячки, інтоксикації та алергічних проявів. ВООЗ рекомендує застосовувати триклабендазол, хоча в США він не входить до відповідного лікувального протоколу. Його призначають у дозі 0,001 г/кг маси тіла, яку розділяють на 2 прийоми. Нітазоксанід рекомендують переважно для лікування хворих із хронічним перебігом. Його призначають дорослим у дозі 0,5 г двічі в день протягом тижня. Також рекомендують бітініол. За наявності ускладнень у вигляді бактеріального холангіта застосовують антибіотики фторхінолонового ряду.

### Патогенетична терапія
Особливістю патогенетичної терапії є часте застосування глюкокортикостероїдів у гострій фазі, що пов'язано з вираженими алергічними реакціями. Прямим показом для їх призначення є міокардит, тому що він буває переважно алергічної природи.
У хронічній стадії при розвитку холангіту і дискінезії жовчовивідних шляхів призначають дуоденальні зондування з введенням сульфату магнію або сорбіту, які проводять 1-2 рази на тиждень протягом 1-2 місяців. У разі приєднання вторинної інфекції жовчних шляхів рекомендовано антибіотики з урахуванням чутливості до них мікрофлори дуоденального вмісту.

## Профілактика
В осередках фасціольозу необхідно відмовитися від прийому в їжу їстівної водної зелені, яка могла бути заражена личинками. Слід оберігати водойми, джерела водопостачання від фекальних забруднень, виявляти і санувати інвазованих тварин.

## Фасціольоз у тварин
Дорослі фасціоли, збираючись в жовчних ходах печінки тварин, спричинюють їхню закупорку, застій жовчі та її розкладання. Функція печінки різко порушується. При явищах гострого гепатиту, прогресуючого недокрів'я хворі тварини нерідко гинуть. Виділені фасціолами продукти життєдіяльності та розпаду впливають не тільки на функцію печінки, але й на весь організм тварини. У захворілої тварини підвищується температура тіла, порушується травлення, проникність кровоносних судин, що супроводжується набряками, спостерігають розпад еритроцитів, що призводить до анемії, явища порушення нервової системи (хитка хода, пригнічення), виснаження. Жовчні ходи печінки розширюються, а їх стінки ущільнюються, товщають і стають нерідко вапнистими, насамперед, у великої рогатої худоби.
Клінічні ознаки при фасціольозі у тварин виражені в різному ступені. Вони залежать від інтенсивності інвазії, виду, віку і загального стану тварин та стадії хвороби. Тяжкий перебіг фасціольозом відзначають у молодняку дрібної і великої рогатої худоби, особливо при неповноцінному годуванні тварин.

### Фасціольоз у овець
Помітні ознаки захворювання зазвичай з'являються у овець при паразитуванні більше 50 паразитів і у великої рогатої худоби — понад 250 фасціол.
У овець при гострому перебігу через 1,5-2,5 місяці від моменту зараження відзначають прогресуючу блідість кон'юнктиви (матово-білий відтінок), а у окремих тварин жовтяницю. Відзначають постійну гарячку (підвищення температури тіла до 41,2-41,6 °C), тварина втрачає апетит, відмічають порушення з боку травної системи аж до кривавого проносу, іноді запор, пригнічений стан, з боку серця тахікардію (до 100—180 ударів за хвилину), аритмію, зниження артеріального кров'яного тиску. З боку легких — поверхове прискорене дихання і задишка. Печінка при пальпації збільшена і болюча, черевні м'язи напружені. При хронічному перебігу розвивається водянка живота, набряк підщелепних тканин, прогресуюче схуднення.

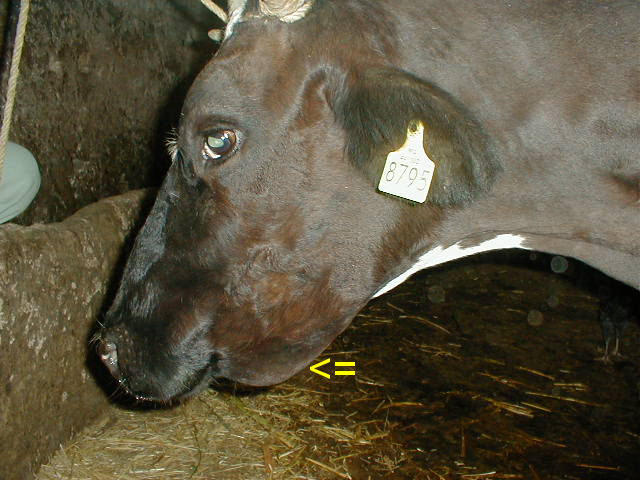
Підщелепний набряк у корови з фасціольозом (показаний стрілкою).

### Фасціольоз у великої рогатої худоби
У молодняку великої рогатої худоби до 2 річного віку симптоми ті ж, що і у овець: пригнічений стан, сонливість, блідість слизових оболонок, склера має «порцеляновий» вигляд, очі западають, кашель, печінку при пальпації збільшена і болюча, розвивається виснаження, відбувається зниження молочної продуктивності, випадання шерсті, волосся стає грубим без блиску.
При гострому перебігу у корів, який буває порівняно рідко, відзначають сильне пригнічення тварин, різке скорочення аж до припинення утворення молока, підвищену шкірну чутливість, при пальпації збільшення і болючість печінки, у тільних корів — аборти, які супроводжуються затриманням посліду, розвивається гнійний ендометрит.

### Лікування хворих тварин
Для дегельмінтизації застосовують різні препарати: політрем, бітіонол, альбендазол одноразово в дозі 10 мг на кг маси тіла, фазінекс, рафоксанід одноразово у вигляді суспензій через рот з розрахунку: вівцям — 5 або 10 мг, великій рогатій худобі — 6-12 мг на 1 кг маси тіла. Клозантел (фасковерм) вівцям і великій рогатій худобі вводять підшкірно або внутрішньом'язово по 1 мл на 10 кг або 1 мл на 20 кг живої маси тіла. Ацемідофен у порошках застосовують при гострому фасциолезе в дозі 150 мг / кг. Для дегельмінтизації фасціольозу у тварин застосовують й інші антгельмінтні препарати.

### Запобігання фасціольозу у тварин
Для профілактики фасціольозу слід здійснити комплекс заходів, до якого входить:
- використання культурних пасовищ,
- належне обладнання місць водопою,
- організація повноцінної годівлі,
- зміна пасовищних ділянок кожні 2 місяці,
- а якщо такої можливості немає, слід провести одноразову зміну пасовищ у середині пасовищного сезону — в липні-серпні у помірних широтах обох півкуль Землі.

Проведення профілактичної дегельмінтизації проти проміжних форм гельмінта у водоймах у жовтні-листопаді, лікувальної — проти статевозрілих фасціол в січні-лютому, але не пізніше ніж за 45 днів до початку пасовищного сезону.
Не можна використовувати для випасу овець і великої рогатої худоби заболочені та сильно зволожені заплавні луки з наявністю на них проміжних господарів-прудовиков. Сіно прибране з таких пасовищ рекомендують згодовувати тваринам не раніше ніж через 3-6 місяців після його збирання. Для знищення молюсків, проміжних господарів фасціол проводять осушення заболочених ділянок з використанням великої і малої меліорації. Молюсків можна знищувати шляхом випалювання пересохлої трави на підсохлих заболочених ділянках, а також розчином мідного купоросу в концентрації 1:5000. Для профілактики фасціольозу слід практикувати цілорічне стійлове утримання тварин.